# ほていや百貨店
ほていや百貨店（ほていやひゃっかてん）は1957年（昭和32年）から1977年（昭和52年）まで長野県上田市に存在していた日本の百貨店である。

## 概要
江戸時代創業の呉服屋である布屋忠兵衛を始まりとして、原町北区の木町通り（北国街道）沿いの柳町で営業し続け、「布忠呉服店」と明治時代に改称した。
1929年（昭和4年）に現在の国道141号部分である通称百間道路が開通すると「布袋屋呉服店」と改称し建物の半分を洋館風に改築して営業した。
1940年（昭和15年）に創業の地から海野町に移転し、株式会社・ほていや呉服店と改称すると共に2階建て鉄筋コンクリート作りの店舗を建てた。
第2次世界大戦後には第7代上田商工会議所会頭も務めた成沢忠兵衛が品ぞろえを拡充するなど積極的な営業戦略を進め、1957年（昭和32年）には増床して事実上百貨店化し、1959年（昭和34年）に長野県下で2番目の百貨店として百貨店法（現在は廃止、代わりに大規模小売店舗立地法が置かれている。）に基づき認可され、同年12月に鉄筋コンクリート5階建ての建物を完成させて新装開業し、「株式会社・ほていや百貨店」となった。
1961年（昭和36年）には7階建ての店舗を完成させた。当時からエレベーター・エスカレーターを設置したが上田市内では珍しかったためたちまち人気スポットと化していたという。また、6階テラス（後に屋上）に設置されていた遊園地は子供に人気があり連日にぎわっていたという。
1968年（昭和43年）に一度目の増築工事で松尾町側にも入り口が設置され同時に5階に展望大食堂が設置され客足が延び、1972年（昭和47年）には二度目の増築工事で階段が増設された。
1974年（昭和49年）4月に原町問屋跡の中央2丁目にユニー上田中央店（1988年（昭和63年）4月閉店）が進出したのを皮切りに、同年10月には西友ストアー（現：合同会社西友）ショッピングタウン上田（1976年（昭和51年）に「上田西武」店、2000年（平成12年）9月に「リヴィン上田店」と業態転換を重ね、2009年（平成21年）3月末閉店）が進出して競合が激化。
1975年（昭和50年）8月には小田急百貨店から、売場作りのアドバイザーとして役員の派遣を要請し受け入れるなど（のちに提携に進展）、営業力の強化を図っている。
1977年（昭和52年）3月にイトーヨーカドー（初代）上田店が長野県第一号店舗として上田駅前の日本通運上田支店跡に開業したため、同年8月に大手スーパーのジャスコ株式会社（現：イオン株式会社）の資本参加を受け入れて経営トップに同社の社長を迎えた。
これにより地場資本単独での営業を終了することになった。

## 提携後の「ほていや百貨店」
提携後会社自体は傘下の独立企業として存続し、従来の店舗で営業を続けていた。
しかし、1983年（昭和58年）7月29日に呉服店時代から42年間営業していた海野町から常田2丁目の昭栄上田工場跡に移転。
この移転と同じ1983年（昭和58年）8月21日付で信州ジャスコへ吸収合併される事となった。
そのため、ほていや百貨店はの移転後は店舗名のみが残ることとなった。
信州ジャスコは移転後に旧ほていや百貨店店舗を「ジャスコほていや中央店（FAM ほていや）」としてリニューアルオープンしたが、最上階以上（後に4階以上）が空きフロアとなったため、その場所に置かれていた遊園地・展望大食堂は営業を終了し、ゲームコーナーは地階へ移動した。
その後、（初代）ジャスコほていや上田店は1994年（平成6年）6月に（初代）ジャスコ上田店と改称し、ほていやジャスコ中央店は1999年（平成11年）に閉店したため、「ほていや」の屋号は完全に消滅した。
また、旧ほていや百貨店店舗跡は遊戯設備や催しものの会場や駐車場となった後、穴吹工務店によって買取りマンションが建設された。
なお、入居していた昭栄上田ショッピングセンターの建物の建て替えのため、（初代）ジャスコ上田店は2003年（平成15年）8月20日に閉店した。
建て替えて2004年（平成16年）8月1日に開業したイオン上田ショッピングセンター内に（2代目）ジャスコ上田店が後継店舗として出店し、2011年（平成23年）3月1日にイオングループの総合スーパーをイオンに店名統一することに伴い、（2代目）ジャスコ上田店をイオン上田店に改称して営業している。

## 歴史
- 1957年（昭和32年） - ほていや百貨店を開業[3][15]。
- 1959年（昭和34年）
  - 百貨店法による認可を受ける[5]。（長野県下で2番目の百貨店[4]）
  - 株式会社・ほていや百貨店設立。
  - 12月 - 鉄筋コンクリート5階建ての建物を完成させて新装開業[3]。
- 1961年（昭和36年） - 7階建てのビル店舗完成。
- 1968年（昭和43年） - 第一期増築工事完成。入口が2つとなる。
- 1972年（昭和47年） - 第二期工事完成。階段が2つとなる。
- 1977年（昭和52年）8月 - 大手総合スーパーのジャスコと提携[8]。正式店舗名が「ジャスコほていや上田店」（初代）となったため単独での歴史に終止符。
- 1983年（昭和58年）7月 - 海野町から常田2丁目の昭栄上田工場跡に移転し[3]、旧店舗を「ジャスコほていや中央店（FAM ほていや）」としてリニューアルオープン
- 1994年（平成6年）6月 - （初代）ジャスコ上田店と改称[3]。
- 1999年（平成11年） - ジャスコほていや中央店（FAM ほていや）閉店
- 2003年（平成15年）8月20日 - 建物の建て替えのため[11]、（初代）ジャスコ上田店閉店[12]。
- 2004年（平成16年）8月1日 - イオン上田ショッピングセンターがオープンし、同ショッピングセンター内に現在のジャスコ上田店が開店[13]。
- 2011年（平成23年）3月1日 - イオングループの総合スーパーをイオンに店名統一する[14]ことに伴い、（2代目）ジャスコ上田店を「イオン上田店」に改称。

## 補足事項
1974年に進出したユニーの前身の一つである「ほていや」は、ほていや百貨店とは関係がない。しかし両社とも発祥は呉服店であることは共通している。なお、ユニー（元ほていや）の呉服部門を引き継いだ「さが美」が、1984年9月に呉服テナントとして、ジャスコほていや内に「上田ほていや店」を出店している。